# Christian Fuchs (Sozialwissenschaftler)

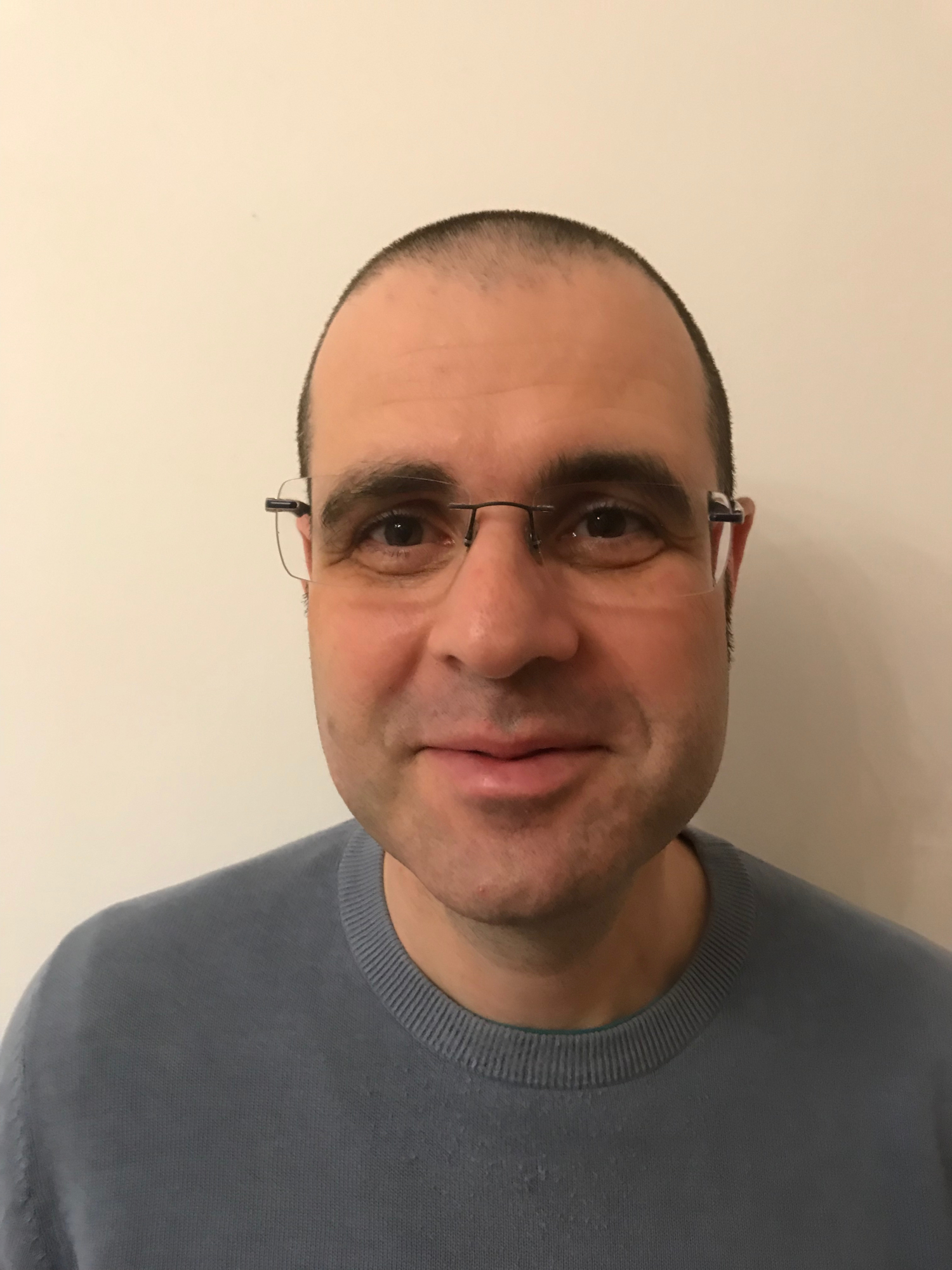
Christian Fuchs (2021)

Christian Fuchs (* 1976 in Waidhofen an der Thaya) ist ein österreichischer Informatiker und Sozialwissenschafter. Er war von 2013 bis 2022 Professor für Soziale Medien, Kommunikation & Gesellschaft (Professor of Media, Communication & Society) an der Londoner University of Westminster und zugleich Direktor des dortigen Communication and Media Research Institute (CAMRI). 2022 wechselte er an die Universität Paderborn, wo er Professor für Mediensysteme und Medienorganisation ist.

## Werdegang und Forschungsinteressen
Fuchs studierte von 1994 bis 2000 Informatik an der Technischen Universität Wien, wo er das Studium mit dem Grad eines Diplom-Ingenieurs abschloss. Ebenfalls an der TU Wien wurde er 2002 promoviert. Der Erstbetreuer seiner Dissertation war Wolfgang Hofkirchner. Fuchs habilitierte sich 2008 an der Universität Salzburg.
Nach Lehr- und Forschungstätigkeiten an der Universitäten in Salzburg und Wien war Fuchs von 2010 bis 2013 Professor für Kommunikations- und Medienforschung an der schwedischen Universität Uppsala. 2013 wechselte er als Professor of Social Media an die britische University of Westminster, und 2015 wurde er dort Direktor des Communication and Media Research Institute (CAMRI). 2022 wechselte er an die Universität Paderborn in Deutschland und wurde dort Professor für Mediensysteme und Medienorganisation.
Als seine wissenschaftlichen Hauptinteressen nennt Fuchs unter anderen: Gesellschaftstheorie, Kritische Theorie, Politische Ökonomie der Medien und Kommunikation, Informations- und Kommunikationstechnologien und Gesellschaft, Digitale Medienökonomie, Techniksoziologie, Technikfolgenabschätzung.
Fuchs ist Mitherausgeber der Online-Zeitschrift tripleC: Communication, Capitalism & Critique. Er ist auch der Herausgeber der Open Access Buchserie „Critical, Digital and SociaL Media Studies“ des Open-Access-Universitätsverlages University of Westminster Press, an dessen Gründung Fuchs 2015 beteiligt war. Er ist Mitbegründer des ICTs and Society-Netzwerkes, eines internationalen, interdisziplinären Netzwerkes für kritische Erforschung digitaler Medien und des Internets.

## Schriften (Auswahl)
In seinen Schriften präsentiert Fuchs eine vom radikalen Humanismus und Denkern wie Aristoteles, Erich Fromm, David Harvey, Jürgen Habermas, Georg Wilhelm Friedrich Hegel, Henri Lefebvre, Georg Lukács, Rosa Luxemburg, Herbert Marcuse, Karl Marx oder Raymond Williams inspirierte kritische Theorie der Kommunikation, der Gesellschaft, des Internets, der sozialen Medien und der digitalen Kommunikation.
- Internet and Society. Social Theory in the Information Age. Routledge, 2008, ISBN 978-0-203-93777-8.
- Foundations of Critical Media and Information Studies. Routledge, 2011, ISBN 978-0-415-58881-2.
- Digital Labour and Karl Marx. Routledge, 2014, ISBN 0-7453-3999-9.
- Social Media: A Critical Introduction. Sage, 2014, erste Auflage, ISBN 978-1-4739-6683-3.
- OccupyMedia! The Occupy Movement and Social Media in Crisis Capitalism. Zero Books, 2014, ISBN 978-1-78279-405-9.
- Culture and Economy in the Age of Social Media. Routledge, 2015, ISBN 978-1-138-83931-1.
- Reading Marx in the Information Age: A Media and Communication Studies Perspective on Capital. Volume 1. Routledge, 2016, ISBN 978-1-138-94855-6.
  - Deutsche Übersetzung: Marx lesen im Informationszeitalter. Eine medien- und kommunikationswissenschaftliche Perspektive auf ›Das Kapital. Band 1. Unrast, 2017, ISBN 978-3-89771-227-0.
- Critical Theory of Communication: New Readings of Lukács, Adorno, Marcuse Honneth and Habermas in the Age of the Internet. University of Westminster Press, 2016, ISBN 978-1-911534-04-4.
- Social Media. A Critical Introduction. 2. Auflage, Sage, London 2017, ISBN 978-1-4739-6683-3.
  - Deutsche Übersetzung: Soziale Medien und Kritische Theorie. Eine Einführung. Aus dem Englischen übersetzt von Felix Kurz, UVK-Verlag, München 2019, ISBN 978-3-8252-5081-2 (dritte, überarbeitete und erweiterte deutsche Auflage, München 2024, ISBN 978-3-8252-6266-2).
- The Online Advertising Tax as the Foundation of a Public Service Internet. University of Westminster Press, 2018, ISBN 978-1-911534-93-8.
- Digital Demagogue. Authoritarian Capitalism in the Age of Trump and Twitter. Pluto Press, London 2018, ISBN 978-0-7453-3796-8.
  - Deutsche Übersetzung: Digitale Demagogie. Autoritärer Kapitalismus in Zeiten von Trump und Twitter. VSA, Hamburg 2018, ISBN 978-3-89965-823-1.
- Digital Objects, Digital Subjects: Interdisciplinary Perspectives on Capitalism, Labour and Politics in the Age of Big Data, University of Westminster Press, 2019, ISBN 978-1-912656-20-2.
- Rereading Marx in the Age of Digital Capitalism. Pluto Press, London 2019, ISBN 978 0 7453 3999 3.
  - Deutsche Übersetzung: Das digitale Kapital. Zur Kritik der politischen Ökonomie des 21. Jahrhunderts. Mandelbaum Verlag, Wien/Berlin 2021, ISBN 978-3-85476-900-2.
- Communication and Capitalism. A Critical Theory. University of Westminster Press, London 2020, ISBN 978-1-912656-71-4.
  - Deutsche Übersetzung: Kommunikation und Kapitalismus. Eine kritische Theorie. UVK-Verlag, München 2020, ISBN 978-3-8252-5239-7.
- Marxism. Karl Marx’s Fifteen Key Concepts for Cultural & Communication Studies. Routledge, New York 2020, ISBN 978-0-367-41877-9.
  - Deutsche Übersetzung: Marx heute. Eine Einführung in die kritische Theorie der Kommunikation, Kultur, digitalen Medien und des Internets. UVK-Verlag, München 2020, ISBN 978-3-8252-5517-6.
- Nationalism on the Internet. Critical Theory and Ideology in the Age of Social Media and Fake News. Routledge, New York 2020, ISBN 978-0-367-35766-5.
- Marxist Humanism and Communication Theory. Media, Communication and Society Volume One. Routledge, New York 2021, ISBN 978-0-367-69712-9.
- Social Media: A Critical Introduction, Sage, 2021, dritte Auflage, ISBN 978-1-5297-5274-8.
  - Deutsche Übersetzung: Soziale Medien und Kritische Theorie. Eine Einführung. UVK-Verlag, München 2021, zweite deutschsprachige Auflage (Übersetzung der dritten englischen Auflage), ISBN 978-3-8252-5500-8.
- Foundations of Critical Theory. Media, Communication and Society Volume Two. Routledge, 2021, ISBN 978-1-032-05789-7.
- Communicating COVID-19. Everyday Life, Digital Capitalism, and Conspiracy Theories in Pandemic Times. SocietyNow Series, Emerald, 2021, ISBN 978-1-80117-723-8
- mit Klaus Unterberger (Hrsg.): The Public Service Media and Public Service Internet Manifesto. London, University of Westminster Press, 2021, ISBN 978-1-914386-29-9, DOI: https://doi.org/10.16997/book60
- Digital Fascism, Routledge, 2022, ISBN 978-1-032-18760-0.
- Digital Humanism. A Philosophy for 21st Century Digital Society. Emerald, 2022, ISBN 978-1-80382-422-2.
  - Deutsche Übersetzung: Radikaler Digitaler Humanismus. Eine Philosophie für die digitale Gesellschaft des 21. Jahrhunderts. UVK Verlag, München 2024, ISBN 978-3-8252-6352-2.
- Digital Ethics. Routledge, 2023, ISBN 978-1-032-24616-1.
- Digital Democracy and the Digital Public Sphere. Routledge, 2023, ISBN 978-1-032-36272-4.
- Digital Capitalism: Media, Communication and Society, Volume Three. Routledge 2022, ISBN 978-1-032-11918-2.
  - Deutsche Übersetzung: Der digitale Kapitalismus. Arbeit, Entfremdung und Ideologie im Informationszeitalter. Beltz Juventa, Weinheim 2023, ISBN 978-3-7799-7144-3.
- World War and World Peace in the Age of Digital Capitalism. University of Westminster Press, London 2025, ISBN 978-1-915445-77-3 (Open Access).